# T. J. Burke
Pour les articles homonymes, voir Burke.
Cet article possède un paronyme, voir Thomas Burke (homonymie).
Thomas James Burke dit T.J. Burke est un militaire, un avocat et un homme politique canadien d'origine américaine, anciennement député libéral de Fredericton-Nashwaaksis à l'Assemblée législative du Nouveau-Brunswick.

## Biographie
Thomas J. Burke est né le 19 février 1972 à Los Angeles, en Californie. Sa famille s'établit à Fredericton, au Nouveau-Brunswick, en 1978 et il grandit dans le quartier nord de la ville.
Il reçoit son diplôme de l'école secondaire de Fredericton en 1990. Il s'enrôle ensuite dans l'Armée de terre des États-Unis, où il devient parachutiste et observateur avancé dans une compagnie d'infanterie faisant partie de la 82e division aéroportée, basée à Fort Bragg en Caroline du Nord. Il est libéré en 1995 avec certificat de bonne conduite. Il obtient ensuite un baccalauréat en arts à l'Université du Nouveau-Brunswick puis un diplôme en droit de l'Université Dalhousie.
T.J. Burke habite toujours le quartier nord de Fredericton, où il a pratiqué auparavant le droit en tant qu’associé dans le cabinet d’avocats Gaffney & Burke. Il est l'époux de Tanya Atkinson, originaire de Miramichi, et père de trois filles: Ashley, Molly et Cindy.
Il est élu député de Fredericton-Nord en tant que libéral à l'Assemblée législative du Nouveau-Brunswick le 9 juin 2003, lors de la 55e élection générale. En tant que membre de l'Opposition officielle, il est porte-parole dans les domaines liés aux affaires autochtones, à l’énergie et à la justice. En tant que membre de la 55e législature du Nouveau-Brunswick, il siège au Comité des projets de loi d’intérêt privé, au Comité de modification des lois ainsi qu'au Comité spécial de l’assurance automobile publique.
T.J. Burke est réélu dans la nouvelle circonscription de Fredericton-Nashwaaksis le 18 septembre 2006, lors de la 56e élection générale. Comme membre de la 56e législature, il est assermenté au Conseil exécutif et nommé procureur général ainsi que ministre de la Justice et de la Consommation. Lors du remaniement ministériel du 22 juin 2009, il devient ministre ministre de l'Environnement. Il est président du Comité permanent de modification des lois jusqu'à la dissolution de la 56e législature, en 2010.
Il est candidat à sa succession lors de la 57e élection générale, qui se tient le 27 septembre 2010, mais n'est pas réélu.